# Ken Livingstone
Kenneth Robert Livingstone (17 de junio de 1945) es un político inglés. Alcalde de Londres entre 2000 y 2008 por el Partido Laborista, se trata de la primera persona que ha ocupado ese cargo. Se le conoce como "Red Ken" (Ken el Rojo) por sus posiciones izquierdistas.

## Primeros años
Nació en Lambeth, un barrio pobre del centro de Londres, en 1945, donde desde muy joven se dedicó a problemas municipales en el Partido Laborista.
Cuando terminó los estudios trabajó ocho años como técnico, y ocupó el cargo de miembro por el Partido Laborista del concejo municipal de su barrio. Siguió ascendiendo en su carrera política hasta ser elegido miembro del Greater London Council, donde llegó a la presidencia en 1981.

## Presidencia del Greater London Council
Emprendió importantes proyectos económicos destinados a reindustrializar la ciudad, que entonces estaba en declive. Para ello, creó el Greater London Enterprise Board (GLEB). Varias zonas industriales abandonadas cobraron nueva vida gracias a la creación de cooperativas y pequeñas empresas. Los antiguos emplazamientos de la industria pesada han sido objeto de campañas de regeneración, como los Royal Docks de Newham. En esas funciones ganó popularidad por, entre otras cosas, sanear la red de transportes públicos de la ciudad.
Intervino mucho en el debate público nacional, oponiéndose a las políticas de Margaret Thatcher (por ejemplo, hizo que las cifras de desempleo se expusieran permanentemente en grandes pancartas frente al Parlamento), apoyando la huelga de mineros de 1984-85, las luchas antirracistas, los derechos de los homosexuales, la reunificación de Irlanda y la lucha contra el apartheid en Sudáfrica. Escandalizó a la prensa británica durante los disturbios de Brixton contra la violencia policial en abril de 1981 al aparecer junto a los manifestantes.
El gobierno de Margaret Thatcher, en conflicto con Ken Livingstone, hizo que se disolviera el Great London Council en 1986, el año del "Big Bang" (una serie de medidas que desregularon el centro financiero de Londres).

## Durante la guerra de las Malvinas
En 1982, cuando Argentina entró en guerra contra el Reino Unido por la soberanía de las islas Malvinas, Ken Livingstone realizó unos duros ataques en los medios de comunicación británicos criticando la posición colonialista de su país.
Poco antes de culminar el conflicto, el político inglés encabezó una manifestación pacífica, donde llevaba un sombrero de papel que decía: "la Alcaldía de Londres trabaja por la paz". Después declaró a Londres "zona libre" y simbólicamente izó la bandera de las Naciones Unidas.
Ken Livingstone fue considerado dentro del Reino Unido el más importante crítico de Margaret Thatcher durante "su", tal y como declaró, guerra de las Malvinas. En represalia, la primera ministra dispuso en 1986 la abolición del Greater London Council. Meses después era elegido miembro laborista de la Cámara de los Comunes.

## Otros motivos de controversia

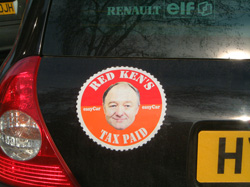
Pegatina de "Ken el Rojo" en un coche.

El anticolonialismo de Livingstone no fue el único rasgo que le diferenciaba de la mayoría de políticos británicos, pues se manifestó en muchas ocasiones a favor de la anexión del territorio norirlandés a la República de Irlanda, cuya principal banda armada, el IRA, acababa de renunciar al terrorismo en esas fechas. Esto fue un motivo que obligó a Tony Blair a negociar sobre la concesión de autonomía a la región, en el que "Ken el Rojo" jugó un papel importante.

## Afganistán e Irak
El exalcalde londinense realizó duras críticas al presidente de Estados Unidos y a sus aliados, entre ellos el líder de su partido, Tony Blair, por las posturas adoptadas para acabar con el terrorismo.
En 2005, cuando George Bush visitó Londres, le declaró oficialmente "persona no grata", al igual que hiciera en 1982 con Ronald Reagan.
En una entrevista declaró:

¿No reaccionaríamos lo mismo nosotros si recibiéramos un trato similar? (...) Mucha gente joven ve la doble moral, ve lo que ocurre en Guantánamo y piensa que no son normas solamente de conducta (...) Si tras terminar la Primera Guerra Mundial, cuando los hicimos luchar a nuestro favor, hubiésemos hecho lo que prometimos a los árabes, dejándolos libres para elegir y mantener sus propios gobiernos (...) debimos mantenernos al margen de sus asuntos y no pretender manejarles el petróleo en lugar de comprárselo (...) de haberse procedido honradamente, Occidente no habría sufrido atentados, condenando a un miedo permanente (...) los hombres bombas son hijos de la desesperación...

## Enfrentamientos con su propio partido y elección como alcalde
En las primeras elecciones para elegir al alcalde de Londres, función creada en el año 2000, quiso ser candidato por el Partido Laborista. El primer ministro, y líder del partido mayoritario, se opuso para imponer a un amigo personal. Livingstone, alentado por muchos ciudadanos que aportaba pequeños fondos para su campaña, decidió presentarse como independiente. Ganó holgadamente superando a los divididos laboristas, que lo habían expulsado del partido, y también derrotó a los conservadores. Fue así el primer alcalde de la historia de Londres surgido de elecciones.
En 2004, ante el debilitamiento del primer ministro, las divisiones dentro del conservadurismo entre europeístas y antieuropeístas, y el repunte de pequeños partidos, el popular Livingstone aparecía como invencible. Lo reincorporaron al laborismo y ganó.
Como alcalde de Londres, fue especialmente comprometido con el tema del transporte. Su decisión de introducir una tasa de congestión para acceder al centro de la ciudad, que tuvo el efecto inmediato de reducir el tráfico en más de un 10 %, fue muy controvertida y contó con la fuerte oposición de la prensa. Al mismo tiempo, se ampliaron los carriles para bicicletas, se limitaron las tarifas de los autobuses y se ampliaron las rutas, lo que supuso un aumento significativo del uso del transporte público. Un nuevo organismo, Transport for London, comenzó a devolver la red ferroviaria privada a la propiedad pública. Su política de transportes era en desacuerdo con la del Gobierno, que en cambio lanza un plan de privatización parcial del metro. La mejora del sistema de transporte público de Londres también ha provocado un aumento de los precios de las propiedades y, por tanto, la gentrificación del centro de la ciudad. El elevado coste de la vivienda se considera el fracaso más evidente de Ken Livingstone.
En febrero de 2006, Livingstone fue suspendido del cargo durante un mes al considerarse que desprestigió a su cargo al comparar a un periodista con un guardia de un campo de concentración.
En mayo de 2008 perdió la alcaldía de Londres después de ser derrotado en las elecciones por el candidato del Partido Conservador, Boris Johnson.

## Curiosidades
- Ken Livingstone es el narrador de la canción Ernold Same del disco de Blur de 1995, The Great Escape.
- Ante la visita de George W. Bush a Londres en 2005 dijo: «Llega el hombre más peligroso del mundo», y se quejó del alto coste para los londinenses que acarreó las medidas de seguridad desplegadas para el presidente estadounidense -18 millones de euros-.
- En ese mismo año, su ciudad fue elegida como organizadora de los Juegos Olímpicos de 2012, gracias a una brillante campaña en la que competía con París y Madrid, entre otras.
- En septiembre de 2005, el alcalde de la capital británica inauguró en Trafalgar Square la estatua de una mujer embarazada y sin brazos.
- En 2006 alcanzó un acuerdo con la sociedad organizadora del Tour de Francia para que la edición del 2007 comenzara en Londres, por primera vez en la historia de la carrera.

| Predecesor: Ninguno | Alcalde de Londres 2000-2008 | Sucesor: Boris Johnson |